# Graphogaster pollinosa
Graphogaster pollinosa là một loài ruồi trong họ Tachinidae.